# Protagonista
Il protagonista è la figura centrale di un'opera narrativa, il soggetto intorno a cui la trama si svolge.

## Etimologia
Il termine nacque nell'antica Grecia, per indicare il primo attore di una compagnia teatrale. Figure affini sono il deuteragonista (il secondo personaggio per ordine di importanza, talvolta una guest star), il coprotagonista (laddove esistano più figure centrali ai fini della trama) e l'antagonista (rivale oppure nemico).

## Interpretazione
In letteratura il protagonista è, generalmente, l'eroe di una vicenda narrata dal proprio punto di vista: tuttavia non è necessariamente la voce narrante, in quanto i ruoli del protagonista e del narratore possono non rientrare in alcuno schema prefissato.
Essendo il personaggio più seguito, la sua evoluzione è determinante nel contribuire all'interesse e al ritmo dell'opera. 

## Casi particolari

### Falso protagonista
Un noto espediente narrativo riguarda il "falso protagonista", ovvero un personaggio inizialmente enfatizzato ma messo poi in secondo piano dall'apparizione di un altro. 

### Protagonista cattivo
In diverse opere creative, il protagonista è senza dubbio malvagio e privo di qualità positive. Il "protagonista cattivo" manca delle caratteristiche tradizionalmente attribuite al protagonista (come moralità, gentilezza, etica, ecc.) e si comporta come un autentico cattivo nonostante sia il protagonista.

### Coprotagonista/i
Il coprotagonista indica un attore che svolge uno dei ruoli principali in un’opera teatrale, cinematografica o televisiva o, nel caso dei coprotagonisti, da ciascuno degli attori che interpretano in un film ruoli pariteticamente importanti.